# Lignières (Aube)
Lignières é uma comuna francesa na região administrativa de Grande Leste, no departamento de Aube. Estende-se por uma área de 25,79 km². Em 2010 a comuna tinha 211 habitantes (densidade: 8,2 hab./km²).